# Guoshou femminile
Il Guoshou femminile (全国女子围棋国手赛) è una competizione goistica cinese organizzata dalla federazione cinese. Il Guoshou femminile è l'omologo del Guoshou  ma riservato solo alle professioniste.
Fu istituito nel 2012, e si disputarono due edizioni consecutive. Il torneo è stato poi ripreso nel 2023.
Il tempo a disposizione delle giocatrici è 1 ora più 1 minuto di byo-yomi. I premi sono 150,000 yuan per la vincitrice, 60,000 yuan per la seconda arrivata, 30,000 yuan e 10,000 yuan per terza e quarta arrivata. Le giocatrici ricevono un premio per ogni incontro giocato: 3,000 yuan per il secondo il turno, 2,000 yuan per il primo turno, e 1,000 yuan per il turno di qualificazione.

## Albo d'oro
| Edizione | Anno | Vincitrice     | Finalista   | Semifinaliste | Semifinaliste |
| -------- | ---- | -------------- | ----------- | ------------- | ------------- |
| 1        | 2013 | Kong Xiangming | Li He       | Yu Zhiying    | Cao Youyin    |
| 2        | 2014 | Lu Jia         | Fan Weijing | Tang Yi       | Wang Chenxing |
| 3        | 2023 | Yu Zhiying     | Zhou Hongyu | Zhao Yifei    | Lu Minquan    |
| 4        | 2024 | Tang Jiawen    | Li He       | Wu Yiming     | Luo Chuyue    |
| 5        | 2025 | Luo Chuyue     | Wu Yiming   | Wang Chenxing | Yu Zhiying    |